# Voyage dans le District des Diamans et sur le Littoral du Bresil
Voyage dans le District des Diamans et sur le Littoral du Bresil (abreviado Voy. Distr. Diam.) es un libro con ilustraciones y descripciones botánicas que fue escrito por el botánico y explorador francés Augustin François César Prouvençal de Saint-Hilaire y publicado en París en el año 1833.